# Cicle de l'oxigen

L'H2O cau en forma de precipitació al mar i a la terra i és rebuda per les plantes i els animals. Una part de l'aigua restant dipositada s'evapora de manera que torna a condensar-se formant núvols. Una altra part de l'aigua dipositada en terra es filtra cap a l'interior de la terra o s'escorre per torrents i rius. El fitoplàncton, les plantes i els arbres a través de la fotosíntesi, incorporen CO₂ i alliberen O2 a l'atmosfera. A través de la respiració, els animals expulsen CO2 alhora que incorporen O2. Les indústries i les erupcions volcàniques es sumen a l'expulsió de CO2.

El cicle de l'oxigen és la cadena de reaccions i processos que descriuen la circulació de l'oxigen a la biosfera terrestre. En respirar, els animals i els éssers humans prenem de l'aire l'oxigen que les plantes produeixen i després exhalem gas carbònic. Les plantes, al seu torn, prenen el gas carbònic que els animals i els éssers humans exhalem, per utilitzar-lo en el procés de la fotosíntesi. Plantes, animals i éssers humans intercanvien oxigen i gas carbònic tot el temps, els tornen a utilitzar i els reciclen. D'això se'n diu el 'cicle de l'oxigen'.

## Atmosfera
L'O₂ li confereix un caràcter oxidant a l'atmosfera. Es va formar per fotòlisi d'H₂O, formant-se H₂ i O₂:
H₂O + hν → 1/2O₂.
L'oxigen molecular present en l'atmosfera i el dissolt en l'aigua intervé en moltes reaccions dels éssers vius. En la respiració cel·lular es redueix oxigen per a la producció d'energia i generant diòxid de carboni, i en el procés de fotosíntesi s'origina oxigen i glucosa a partir d'aigua, diòxid de carboni (CO₂) i radiació solar.

## Escorça terrestre
El caràcter oxidant de l'oxigen provoca que alguns elements estiguin més o menys disponibles. L'oxidació de sulfurs per donar sulfats els fa més solubles, igual que l'oxidació de ions amoni a nitrats. Així mateix disminueix la solubilitat d'alguns elements metàl·lics com el ferro al formar-se òxids insolubles.

## Hidrosfera i atmosfera química bàsica estructuralítica
L'oxigen és lleugerament soluble en aigua, disminuint la seva solubilitat amb la temperatura. Condiciona les propietats redox dels sistemes aquàtics. Oxida matèria inorgànica donant el diòxid de carboni i aigua.
El diòxid de carboni també és lleugerament soluble en aigua donant carbonats; condiciona les propietats àcid-base dels sistemes aquàtics. Una part important del diòxid de carboni atmosfèric és captat pels oceans quedant en el fons marí com carbonat de calci.